# Kap Annawan
Das Kap Annawan ist ein vereistes Kap, welches das östliche Ende der Thurston-Insel markiert und die Einfahrt zur Seraph Bay nordwestlich begrenzt. Es liegt am Ende der Tierney-Halbinsel.
Entdeckt wurde es im Februar 1960 bei Hubschrauberüberflügen von den Eisbrechern Burton Island und Glacier im Rahmen der von der United States Navy durchgeführten Forschungsreise in die Bellingshausen-See. Das Advisory Committee on Antarctic Names benannte es nach der Brigg Annawan, einem Robbenfänger der US-amerikanischen Palmer-Pendleton-Expedition (1829–1931) zur Erschließung neuer Fanggründe auf der Antarktischen Halbinsel und den Südshetland-Inseln.